# 情熱エンジン
『東北電力Presents 情熱エンジン』（とうほくでんりょくプレゼンツ じょうねつ エンジン ）は、2005年（平成17年）10月15日から新潟県を含めた東北7県ブロックネットで放送されていた仙台放送制作のドキュメンタリー番組・教養番組。東北電力の一社提供。2011年3月をもって終了した。

## 概要
本番組は東北地方の各地にて活躍している人々をドキュメントで取り上げている。ネット局は、フジテレビ系列局がない青森県を除き、フジテレビ系列に統一されている。前番組『ぼくらの時代』と同様に、毎月1回放送されており、放送日時は月ごとに変動された。また、基本的には30分番組だが、場合によっては55分に拡大される場合があった。
2009年（平成21年）10月17日よりナビゲーターが辰巳琢郎から渡辺徹に替わり、オープニングや構成パターンがマイナーチェンジされた。

## 出演者の変遷
| 期間                   | ナビゲーター | ナレーター |
| ---------------------- | ------------ | ---------- |
| 2005年10月 - 2009年9月 | 辰巳琢郎     | 平塚裕子   |
| 2009年10月 - 2011年2月 | 渡辺徹       | 平塚裕子   |

## ネット局
| 放送エリア | 放送局                       | 番組系列       | 放送曜日      | 放送時間（JST） |
| ---------- | ---------------------------- | -------------- | ------------- | --------------- |
| 青森県     | 青森テレビ（ATV）            | TBS系列        | 毎月第3日曜日 | 11:00 - 11:30   |
| 岩手県     | 岩手めんこいテレビ（MIT）    | フジテレビ系列 | 毎月第3土曜日 | 14:00 - 14:30   |
| 宮城県     | 仙台放送（OX）（番組制作局） | フジテレビ系列 | 毎月第3土曜日 | 13:00 - 13:30   |
| 秋田県     | 秋田テレビ（AKT）            | フジテレビ系列 | 毎月第3土曜日 | 13:30 - 14:00   |
| 山形県     | さくらんぼテレビ（SAY）      | フジテレビ系列 | 毎月第3土曜日 | 14:00 - 14:30   |
| 福島県     | 福島テレビ（FTV）            | フジテレビ系列 | 毎月第3土曜日 | 13:00 - 13:30   |
| 新潟県     | 新潟総合テレビ（NST）        | フジテレビ系列 | 毎月第3土曜日 | 14:30 - 15:00   |

- 2011年3月の放送は、東日本大震災の報道特別番組が組まれた事などから休止となり、その後も再開に向けた動きが見られずそのまま終了となった。

## 備考・その他
- 東北電力がスポンサーとなっていた関係で、放送当時東北電力の支店･営業所のお客様入口などには本番組のポスターが貼られていた。
- 2代目ナビゲーターの渡辺は『はいっチーズ!』以来の仙台放送制作の番組への出演である。

## 関連番組
- 月刊 元気一番"生"テレビ（ミヤギテレビ）
- 週刊ことばマガジン（東日本放送）
- ふしぎのトビラ（TBCテレビ）

以上3番組は本番組同様、東北電力一社提供のブロックネット番組である。